# 1970年8月31日日食
1970年8月31日日食是一次日環食，發生於1970年8月31日（東半球為9月1日）。新月當天（即朔日），地球上觀測到月球和太阳的角距離極小，此時月球如果恰好在月球交點附近，穿過太阳和地球之間，與地球、太阳接近一直線，則會出現日食。月球穿過太阳和地球之間，但距地球較遠，本影未能接觸地表，而使偽本影覆蓋的區域內看到月球的角直徑小於太陽，就形成日環食，同時在偽本影兩側數千公里的半影範圍內形成日偏食。此次日環食經過了巴布亞紐幾內亞領地、吉爾伯特及埃利斯群島、西薩摩亞、美屬薩摩亞的部分島嶼，日偏食則覆蓋了大洋洲的大部分及周邊部分地區。

## 日食概況

### 出現區域
澳大利亚海外領地、聯合國託管地巴布亞紐幾內亞領地（今巴布亚新几内亚）的島嶼包圍的俾斯麥海海域在9月1日日出時最先看到日環食，月球偽本影向東劃過多個島嶼後逐漸轉向東南，覆蓋了英國殖民地吉爾伯特及埃利斯群島（今屬圖瓦盧的部分）、西薩摩亞（今已更名為薩摩亞）、美屬薩摩亞的部分島嶼，中途跨過了國際日期變更線，又在库克群岛帕默斯頓島西南約260公里的洋面達到最大食分。此後偽本影繼續向東南移動，不再經過任何陸地，最終在8月31日日落時分結束於太平洋東南部、彼得一世島西北約1100公里處。其中，偽本影覆蓋了西薩摩亞首都阿皮亚和美屬薩摩亞首府帕果帕果。
此次偽本影經過的陸地全都是島嶼，依次包括：
- 巴布亞和紐幾內亞領地（今巴布亚新几内亚）：莫雷貝省北部、西新不列顛省北半部、東新不列顛省中北部、新愛爾蘭省中南部、布干維爾自治區北端；
- 吉尔伯特和埃利斯群岛（今圖瓦盧部分）：納努梅阿環礁、納努芒阿島、紐陶島、努伊環礁、努庫費陶環礁東北部、瓦伊圖普環礁；
- 西薩摩亞（今萨摩亚）：萨瓦伊岛的加蓋福毛加東北部、加加埃毛加萨瓦伊岛部分東北半部、法塞萊萊阿加東北部，烏波盧島的阿納東北部、加加埃毛加烏波盧島北部的部分、圖阿馬薩加除西南部外的大部、阿圖阿除極西南角外的絕大部分、瓦奧福諾蒂；
- 美属萨摩亚除斯溫斯島外的大部分。[3][4]

除了上述狹窄的環食帶內能看到日環食之外，月球半影覆蓋範圍內都能看到日偏食，包括大洋洲除澳大利亚西部、新幾內亞西北端、東南夏威夷群島東北側沿岸以外的大部分，及印尼東部、南极洲靠近太平洋的一部分。其中國際日期變更線以東的部分在8月31日看到日食，以西部分在9月1日看到日食。

### 基本參數
- 類型：日環食
- 食甚中心處（位於库克群岛帕默斯頓島西南約260公里的南太平洋）資料：
  - 時間：1970年8月31日21:54:49.1
  - 地點：20°17.2′S 164°1.0′W / 20.2867°S 164.0167°W
  - 食分：0.9400（環食帶內最大）
  - 日環食持續時間：6分47.5秒

## 相關的日食

### 1968-1971年的日食
月球交替位於相對的月球交點時，以半個交點年（食年），即約177天又4小時間隔出現下列日食。
| 升交點                                      | 升交點                   |          | 降交點                   | 降交點 |
| 沙羅週期                                    | 地圖                     | 沙羅週期 | 地圖                     |        |
| 119                                         | 1968年3月28日 偏食（南） | 124      | 1968年9月22日 全食       |        |
| 129                                         | 1969年3月18日 環食       | 134      | 1969年9月11日 環食       |        |
| 139                                         | 1970年3月7日 全食        | 144      | 1970年8月31日 環食       |        |
| 149                                         | 1971年2月25日 偏食（北） | 154      | 1971年8月20日 偏食（南） |        |
| 1971年7月22日的日偏食屬於下一組交點年系列。 |                          |          |                          |        |

### 沙羅周期
沙羅周期長度為18年11天。本次日食屬於沙羅周期144，共包含70次日食，依次為1736年4月11日至1862年6月27日的8次日偏食、1880年7月7日至2565年8月27日的39次日環食、2583年9月7日至2980年5月5日的23次日偏食，總共歷時1244.08年。本周期並無日全食。
下表列舉了1901年至2100年間發生的屬於該周期的日食，是第11至21次：
| 11            | 12             | 13             |
| ------------- | -------------- | -------------- |
| 1916年7月30日 | 1934年8月10日  | 1952年8月20日  |
| 14            | 15             | 16             |
| 1970年8月31日 | 1988年9月11日  | 2006年9月22日  |
| 17            | 18             | 19             |
| 2024年10月2日 | 2042年10月14日 | 2060年10月24日 |
| 20            | 21             |                |
| 2078年11月4日 | 2096年11月15日 |                |

## 資料來源
1. ↑  樊忠玉. . 中国天文科普网.   [2016-03-19]. （原始内容存档于2014-09-17）.
2. 1 2  Fred Espenak. . NASA Eclipse Web Site.   [2016-03-19]. （原始内容存档于2020-10-20）.（英文）
3. ↑  Fred Espenak. . NASA Eclipse Web Site.   [2016-03-19]. （原始内容存档于2020-10-20）.（英文）
4. ↑  Xavier M. Jubier. .   [2016-03-19]. （原始内容存档于2016-11-06）.（法文）（英文）
5. ↑  Fred Espenak. . NASA Eclipse Web Site.   [2016-03-19]. （原始内容存档于2008-08-29）.（英文）
6. ↑  Fred Espenak. . NASA Eclipse Web Site.（英文）

## 外部連結
- NASA日食專頁（页面存档备份，存于）（英文）
- 可見區域圖和時間統計：由弗雷德·埃斯佩纳克做出的日食預報，NASA/GSFC
  - Google互動地圖呈現的日食範圍
  - 貝塞爾元素
- Google地圖顯示的日環食和日偏食範圍（页面存档备份，存于）（法文）（英文）

| \| \| 日食 \|                            |                              |                                           |
| 上一次日食： 1970年3月7日日食 （日全食） | 1970年8月31日日食 （日環食） | 下一次日食： 1971年2月25日日食 （日偏食） |
| 上一次日環食： 1969年9月11日日食         | 1970年8月31日日食 （日環食） | 下一次日環食： 1972年1月16日日食          |
|                                          | 日食                         |                                           |